# Andrej Glukhov
Andrej Valerjevitj Glukhov (på russisk: Андрей Валерьевич Глухов) (født 1. juni 1972 i Tasjkent, Sovjetunionen) er en russisk tidligere roer.
Glukhov var en del af den russiske otter, der vandt en bronzemedalje ved OL 1996 i Atlanta. Pavel Melnikov, Anton Tjermasjentsev, Vladimir Sokolov, Nikolaj Aksjonov, Dmitrij Rozinkevitj, Sergej Matvejev, Roman Montjenko, Vladimir Volodenkov og styrmand Aleksandr Lukjanov udgjorde resten af besætningen. Han var også med i otteren ved OL 2000 i Sydney, hvor russerne dog kun opnåede en 9. plads.
Melnikov vandt desuden en VM-bronzemedalje i otter ved VM 1999 i Canada.

## OL-medaljer
- 1996:  Bronze i otter